# 伟嘉
偉嘉（英語：Whiskas）是一個貓飼料品牌，由美國瑪氏食品所擁有。該品牌於1958年在英國誕生、研究並製造。現在已成為世界知名品牌，在主要國家和地區均有銷售。現在市面上有乾飼料、罐頭和“妙鮮包”等產品銷售。
偉嘉的產品於1993年進入中國大陸，並在北京設有食品工廠，供應給中國大陸、香港等地。
臺灣、日本等地，則由泰國製造供應。